# 府中の森市民聖苑
府中の森市民聖苑（ふちゅうのもりしみんせいえん）は、東京都府中市にある、同市が運営する公営斎場、火葬場である。通夜・告別式・火葬・法要といった一連の葬儀を執り行うことができる。京王線東府中駅に近い。

## 概要
四つの式場と法要室をはじめ、宿泊設備も備える。利用できるのは故人が死亡時に府中市民であった場合か、喪主が府中市民である場合に限られる。葬儀を執り行う業者は市と協定を結んだ市内の業者に限られ、基本料金は同一である。
旧米軍府中基地の跡地利用の一つとして1996年に開設された。府中市美術館と府中の森芸術劇場が隣接している。道路を挟んで東隣に航空自衛隊府中基地がある。

## 所在地
東京都府中市浅間町一丁目3番地
- 京王線東府中駅から徒歩12分。
- 京王線府中駅から ちゅうバス（コミュニティバス）（多磨町ルート）「市民聖苑前」下車。
- 中央線武蔵小金井駅南口から京王バス府75系統（浅間町三丁目経由東府中駅行き）「府中工業高校」下車、または京王バス武71系統（一本木経由府中駅行き）「一本木」下車。

## 葬儀・火葬が行われた有名人
- 田中和実
- 青野武